# Base da Força Aérea de Overberg

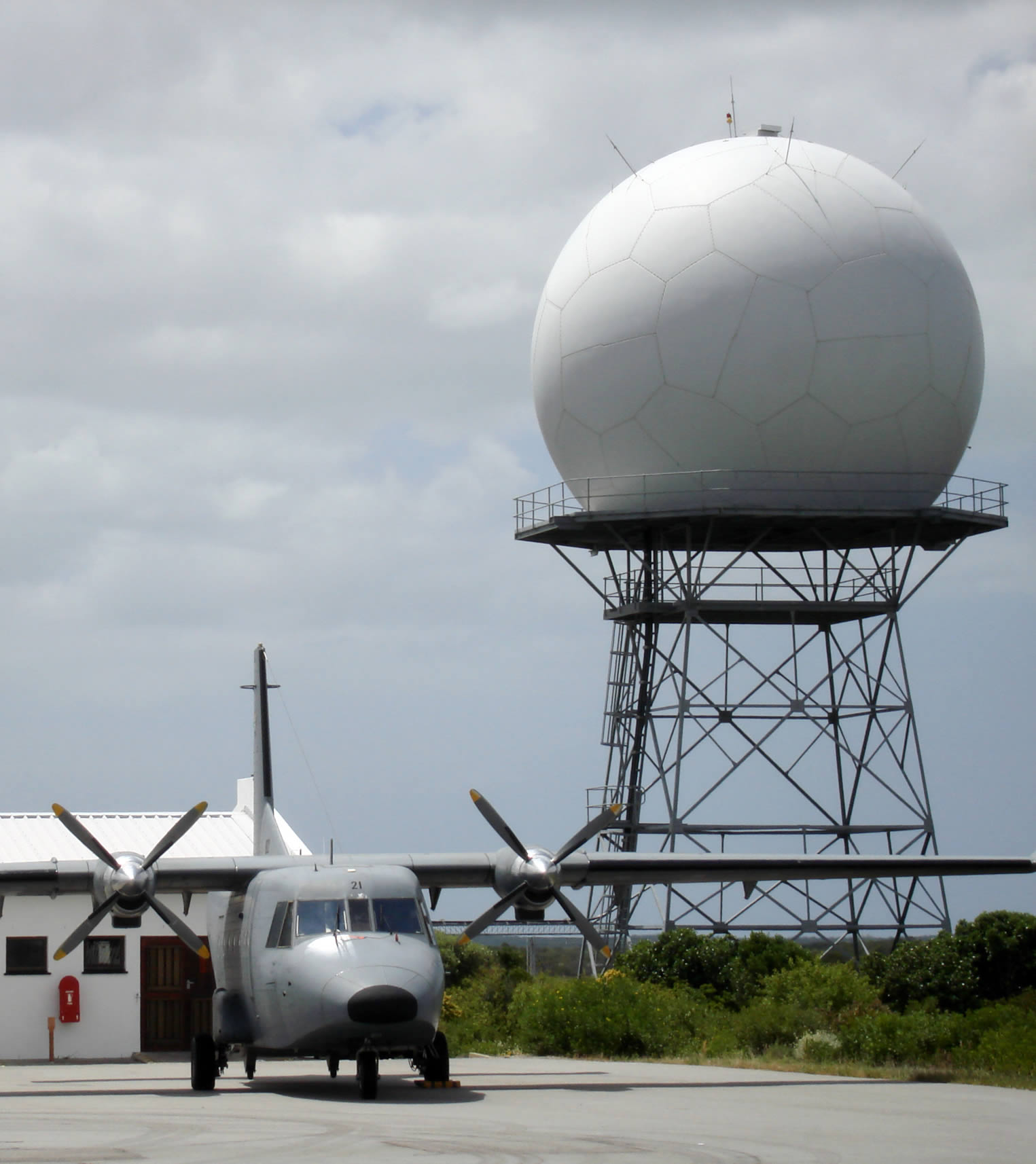
Torre de radar Doppler na Base da Força Aérea de Overberg

A Base da Força Aérea de Overberg é uma base aérea da Força Aérea da África do Sul a mesma foi usada para o Denel Overberg Test Range. A base é pretendida pela empresa Marcom Aeronautics & Space para fazer os lançamento do futuro foguete espacial CHEETAH-1.